# Alexandre Bilodeau
Alexandre Bilodeau, född 8 september 1987 i Montréal, är en kanadensisk freestyleåkare.
Bilodeau vann guld i herrarnas puckelpist vid Vinter-OS i Vancouver 2010. Han blev därmed första kanadensare någonsin att vinna guldmedalj i ett OS på hemmaplan. Han försvarade guldet i puckelpist olympiska vinterspelen 2014.